# 维尼亚泰
维尼亚泰（義大利語：Vignate），是意大利米兰广域市的一个市镇。总面积7平方公里，人口8867人，人口密度1266.7人/平方公里（2009年）。国家统计（ISTAT）代码为015237。

## 友好城市
- 法國日耶尔 1984年